# Толошна
Толошна̀ (на френски: Tolochenaz) е малък град в Западна Швейцария, в окръг Морж на кантон Во. Разположен е на брега на Женевското езеро, на 10 km западно от Лозана. Населението му е около 1700 души (2009).

## Личности
Починали
- Одри Хепбърн (1929-1993), британската актриса